# Rutland (Dakota Północna)
Rutland – miasto w Stanach Zjednoczonych, w stanie Dakota Północna, w hrabstwie Sargent.